# Karl Joseph Schulte
Karl Joseph Schulte (ur. 14 września 1871 w Haus Valbert, zm. 11 marca 1941 w Kolonii) – niemiecki duchowny katolicki, kardynał, arcybiskup Kolonii.

## Życiorys
Święcenia kapłańskie przyjął 22 marca 1895. 30 listopada 1909 został wybrany biskupem Paderbornu. 7 lutego 1910 wybór został zatwierdzony przez Piusa X. 19 marca przyjął sakrę z rąk kardynała Antona Fischera. Podczas I wojny światowej organizował pomoc dla francuskich i brytyjskich jeńców przebywających w niemieckich obozach. 8 marca 1920 przeszedł na arcybiskupstwo Kolonii i ingres do katedry w Kolonii odbył 25 marca 1920 roku. 7 marca 1921 Benedykt XV wyniósł go do godności kardynalskiej z tytułem prezbitera Santi Quattro Coronati. Wziął udział w konklawe wybierających Piusa XI i Piusa XII. Był przeciwnikiem komunizmu i nazizmu. Został pochowany w krypcie arcybiskupiej katedry św. Piotra i NMP w Kolonii.